# Prasat Leak Neang

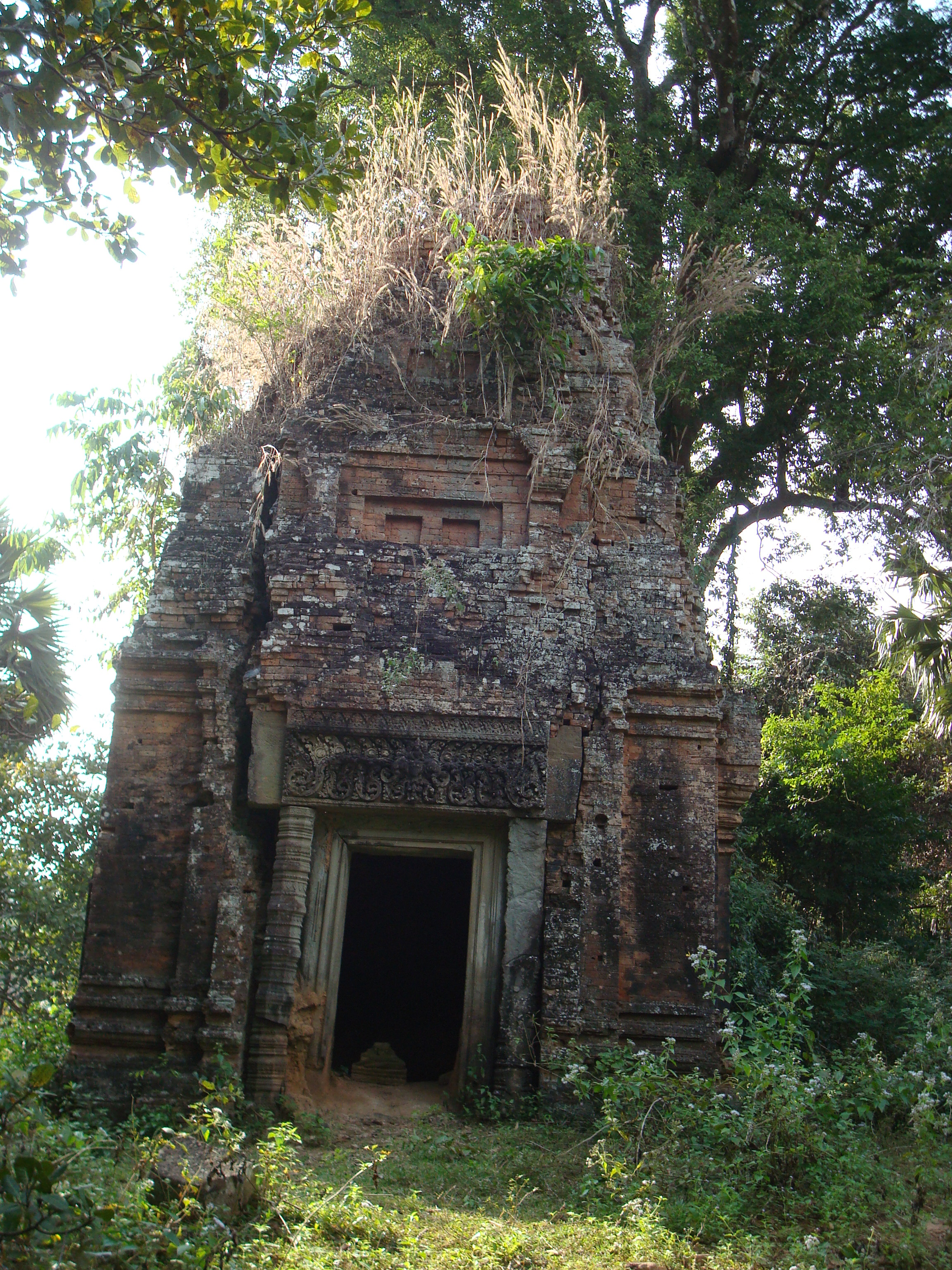
Osteingang Prasat Leak Neang mit verziertem Türsturz

Prasat Leak Neang (aus dem Khmer „Turm der verborgenen Jungfrau“) ist ein kleiner, 200 m östlich Pre Rup liegender Prasat in Angkor. 
Laut einer Inschrift stammt der Bau aus dem Jahr 960 und wurde unter Rajendravarman II. errichtet. Die quadratische Grundfläche weist eine Länge von 4,5 m auf. Als einziger Schmuck ist auf dem Türsturz über dem östlichen Eingang Indra auf Airavata reitend dargestellt. Darüber ist eine Reihe betender Figuren eingearbeitet. In die anderen Himmelsrichtungen weist Prasat Leak Neang Scheinportale auf. Bis auf den aus oktogonalen Säulen und Giebelfeld bestehenden Rahmen des Ostportals, der aus Sandstein besteht, ist der Turm aus Ziegelstein gebaut.